# Річкові канонерські човни типу «Атамі»
Річкові канонерські човни типу «Атамі» (яп. 熱海型砲艦, Atami-gata hōkan)  були типом річкових канонерських човнів Імперського ВМС Японії. 
Цей тип складався з двох суден: Атамі (熱 海) та Футамі (二 見). 
Їх конструкція була вдосконаленою версією річкових канонерських човнів типу «Сета».  
Були побудовані 1938-1939 роках. Брали участь у Другій світовій війні.